# 1929年オーストラリア選手権 (テニス)
1929年 オーストラリア選手権（1929ねんオーストラリアせんしゅけん、1929 Australian Championships）に関する記事。オーストラリア・アデレード市内にある「メモリアル・ドライブ・テニスクラブ」にて開催。

## 大会の流れ
- 本年度のシード選手については、男子シングルスは8名が選ばれ、女子シングルスは順位を定めていない。
- 初期の全豪選手権のように、外国人出場者が少なかった時期は、地元オーストラリア人選手の国旗表示を省略する。

## シード選手

### 男子シングルス
1. ジャック・クロフォード　（ベスト8）
2. エドガー・ムーン　（ベスト4）
3. ジャック・カミングス　（2回戦）
4. ハリー・ホップマン　（ベスト4）
5. パット・オハラウッド　（ベスト8）
6. コリン・グレゴリー　（初優勝）
7. ヘンリー・オースチン　（ベスト8）
8. ボブ・シュレジンガー　（準優勝）

## 大会経過

### 男子シングルス
準々決勝
- コリン・グレゴリー vs. アーニー・ロウ　6-4, 6-2, 6-4
- エドガー・ムーン vs.  ヘンリー・オースチン　2-6, 5-7, 6-1, 6-2, 6-4
- ハリー・ホップマン vs. パット・オハラウッド　6-2, 11-9, 7-5
- ボブ・シュレジンガー vs. ジャック・クロフォード　6-2, 6-3, 2-6, 6-4

準決勝
- コリン・グレゴリー vs. エドガー・ムーン　6-1, 7-5, 6-2
- ボブ・シュレジンガー vs. ハリー・ホップマン　6-2, 6-1, 0-6, 6-2

### 女子シングルス
準々決勝
- ダフネ・アクハースト vs. メリル・オハラウッド　6-4, 6-3
- シルビア・ランス・ハーパー vs. マーガレット・モールズワース　6-1, 6-4
- マージョリー・コックス vs. エミリー・フッド　6-0, 6-1
- ルイーズ・ビカートン vs. キャスリーン・ル・メスリエ　6-0, 8-6

準決勝
- ダフネ・アクハースト vs. シルビア・ランス・ハーパー　6-3, 6-1
- ルイーズ・ビカートン vs. マージョリー・コックス　6-1, 6-3

## 決勝戦の結果
- 男子シングルス： コリン・グレゴリー vs. ボブ・シュレジンガー　6-2, 6-2, 5-7, 7-5
- 女子シングルス：ダフネ・アクハースト vs. ルイーズ・ビカートン　6-1, 5-7, 6-2
- 男子ダブルス：ジャック・クロフォード＆ハリー・ホップマン vs. ジャック・カミングス＆エドガー・ムーン　6-1, 6-8, 4-6, 6-1, 6-3
- 女子ダブルス：ダフネ・アクハースト＆エスナ・ボイド vs. シルビア・ランス・ハーパー＆メリル・オハラウッド　6-2, 4-6, 6-2
- 混合ダブルス：エドガー・ムーン＆ダフネ・アクハースト vs. ジャック・クロフォード＆マージョリー・コックス　6-0, 7-5